# 박창준 (축구 선수)
박창준(1996년 12월 23일 ~ )은 대한민국의 축구 선수로 현재 K리그2의 부천 FC 1995에서 미드필더 겸 풀백으로 활약 중이다.

## 클럽 경력
박창준은 2018시즌을 앞두고 강원 FC에 입단하면서 커리어를 시작했다. 2018년 4월 28일에 열린 포항 스틸러스와의 리그 경기에서 프로 데뷔전을 치렀다. 2019년 7월 12일에 열린 경남 FC와의 경기에서 프로 데뷔골을 기록했다.
2020시즌을 앞두고 이범수와 트레이드 되면서 K리그2의 경남 FC로 이적했다. 2020년 5월 17일에 열린 서울 이랜드 FC와의 경기에서 경남 입단 이후 첫 골을 기록했다.
2021시즌을 앞두고 부천 FC 1995에 입단했다. 2021년 2월 28일에 열린 대전 하나 시티즌과의 리그 개막전 경기에서 부천 입단 이후 첫 골을 기록했다.

## 국가대표팀 경력
2018년 AFC U-23 챔피언십 예선을 치르는 대한민국 U-23 축구 국가대표팀에 선발되었으며 2017년 7월 21일에 열린 동티모르 U-23 팀과의 AFC U-23 챔피언십 예선 경기에 출전했다.